# Teretriosoma chalybaeum
Teretriosoma chalybaeum är en skalbaggsart som beskrevs av Horn 1873. Teretriosoma chalybaeum ingår i släktet Teretriosoma och familjen stumpbaggar. Inga underarter finns listade i Catalogue of Life.